# اچ‌ام‌اس پرنسس بئاتریس

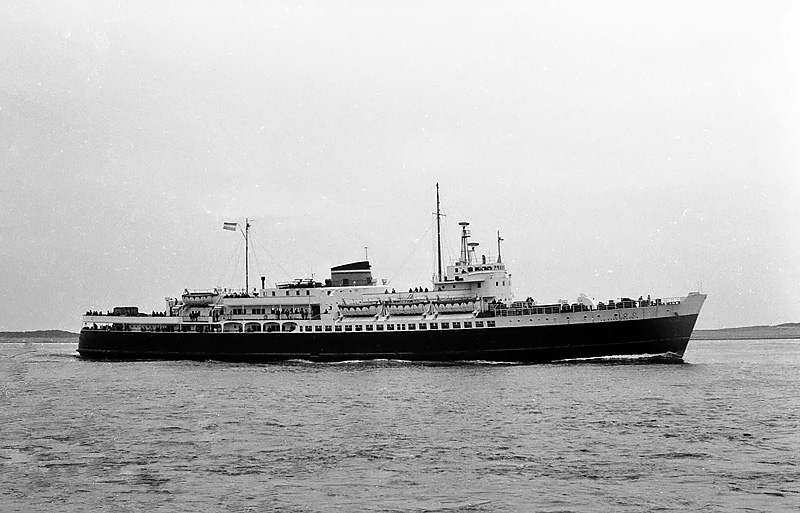
کشتی اچ ام اس پرنسس بئاتریس در 1936

اچ‌ام‌اس پرنسس بئاتریس (به انگلیسی: HMS Princess Beatrix) یک کشتی بود که طول آن ۳۸۰ فوت (۱۲۰ متر) بود. این کشتی در سال ۱۹۳۹ ساخته شد.